# Сен-Беа
Сен-Беа́т (фр. Saint-Béat) — колишній муніципалітет у Франції, у регіоні Окситанія, департамент Верхня Гаронна. Населення — 390 осіб (2011).
Муніципалітет був розташований на відстані близько 680 км на південь від Парижа, 100 км на південний захід від Тулузи.

## Історія
До 2015 року муніципалітет перебував у складі регіону Південь-Піренеї. Від 1 січня 2016 року належав до нового об'єднаного регіону Окситанія.
1 січня 2019 року Сен-Беа і Лез було об'єднано в новий муніципалітет Сен-Беа-Лез.

## Демографія
Динаміка населення (INSEE ):
Розподіл населення за віком та статтю (2006):
| Стать | Всього | До 15 років | 15-24 | 25-44 | 45-64 | 65-85 | Понад 85 |
| --- | ------ | ----------- | ----- | ----- | ----- | ----- | -------- |
| Чоловіки | 212    | 36          | 12    | 76    | 56    | 32    | 0        |
| Жінки | 192    | 24          | 4     | 44    | 56    | 40    | 24       |
| \| Статево-вікова піраміда \| Статево-вікова піраміда \| Статево-вікова піраміда \| \| ----------------------- \| ----------------------- \| ----------------------- \| \| Чоловіки \| Вік \| Жінки \| \| 0 \| 85 + \| 24 \| \| 8 \| 80-84 \| 0 \| \| 8 \| 75-79 \| 16 \| \| 4 \| 70-74 \| 12 \| \| 12 \| 65-69 \| 12 \| \| 12 \| 60-64 \| 20 \| \| 16 \| 55-59 \| 12 \| \| 12 \| 50-54 \| 12 \| \| 16 \| 45-49 \| 12 \| \| 24 \| 40-44 \| 0 \| \| 16 \| 35-39 \| 16 \| \| 12 \| 30-34 \| 12 \| \| 24 \| 25-29 \| 16 \| \| 4 \| 20-24 \| 4 \| \| 8 \| 15-20 \| 0 \| \| 20 \| 10-14 \| 0 \| \| 4 \| 5-9 \| 12 \| \| 12 \| 0-4 \| 12 \| |        |             |       |       |       |       |          |
| Статево-вікова піраміда |        |             |       |       |       |       |          |
| Чоловіки | Вік    | Жінки       |       |       |       |       |          |
| 0 | 85 +   | 24          |       |       |       |       |          |
| 8 | 80-84  | 0           |       |       |       |       |          |
| 8 | 75-79  | 16          |       |       |       |       |          |
| 4 | 70-74  | 12          |       |       |       |       |          |
| 12 | 65-69  | 12          |       |       |       |       |          |
| 12 | 60-64  | 20          |       |       |       |       |          |
| 16 | 55-59  | 12          |       |       |       |       |          |
| 12 | 50-54  | 12          |       |       |       |       |          |
| 16 | 45-49  | 12          |       |       |       |       |          |
| 24 | 40-44  | 0           |       |       |       |       |          |
| 16 | 35-39  | 16          |       |       |       |       |          |
| 12 | 30-34  | 12          |       |       |       |       |          |
| 24 | 25-29  | 16          |       |       |       |       |          |
| 4 | 20-24  | 4           |       |       |       |       |          |
| 8 | 15-20  | 0           |       |       |       |       |          |
| 20 | 10-14  | 0           |       |       |       |       |          |
| 4 | 5-9    | 12          |       |       |       |       |          |
| 12 | 0-4    | 12          |       |       |       |       |          |

## Економіка
2010 року серед 217 осіб працездатного віку (15—64 років) 137 були активними, 80 — неактивними (показник активності 63,1%, у 1999 році було 69,9%). З 137 активних мешканців працювало 111 осіб (57 чоловіків та 54 жінки), безробітними було 26 (13 чоловіків та 13 жінок). Серед 80 неактивних 13 осіб було учнями чи студентами, 37 — пенсіонерами, 30 були неактивними з інших причин.

У 2010 році в муніципалітеті числилось 172 оподатковані домогосподарства, у яких проживали 329,0 особи, медіана доходів виносила 15 783 євро на одного особоспоживача